# Cerkiew Świętych Nowomęczenników i Wyznawców Rosyjskich w Ałdanie
Cerkiew pod wezwaniem Świętych Nowomęczenników i Wyznawców Rosyjskich – prawosławna cerkiew parafialna w Ałdanie, w dekanacie ałdańskim eparchii jakuckiej i leńskiej Rosyjskiego Kościoła Prawosławnego.

## Historia
Parafia prawosławna w Ałdanie pod wezwaniem Świętych Nowomęczenników i Wyznawców Rosyjskich została erygowana w czerwcu 1994 r. Była to pierwsza placówka duszpasterska w historii miejscowości. Świątynią parafialną została kaplica urządzona w dawnym klubie „Awiator”, w której 27 lipca 1994 r. odprawiono pierwsze nabożeństwo.
W 1995 r. rozpoczęto budowę wolnostojącej, dwupoziomowej cerkwi. Prace budowlane trwały ogółem 5 lat. Dolna świątynia (pod wezwaniem Opieki Matki Bożej) została oddana do użytku i poświęcona 29 grudnia 1997 r. Kilka miesięcy później (2 sierpnia 1998 r.) w górnej cerkwi poświęcono główny ołtarz. 23 grudnia 2000 r. poświęcono boczny ołtarz – pod wezwaniem Świętych Cierpiętników Carskich, znajdujący się po lewej stronie ołtarza głównego.
Wezwanie parafii i cerkwi ma na celu upamiętnienie ofiar radzieckich łagrów w południowej Jakucji.